# Buchcice
Buchcice (do 1965 Meszna Szlachecka) – wieś w Polsce położona w województwie małopolskim, w powiecie tarnowskim, w gminie Tuchów.
| SIMC    | Nazwa     | Rodzaj    |
| ------- | --------- | --------- |
| 0833556 | Chmielnik | część wsi |
| 0833562 | Dół       | część wsi |
| 0833579 | Folwark   | część wsi |
| 0833585 | Głębuczka | część wsi |
| 0833591 | Góra      | część wsi |
| 0833600 | Granice   | część wsi |
| 0833616 | Kamionka  | część wsi |
| 0833622 | Żabna     | część wsi |

W latach 1975–1998 miejscowość administracyjnie należała do województwa tarnowskiego.

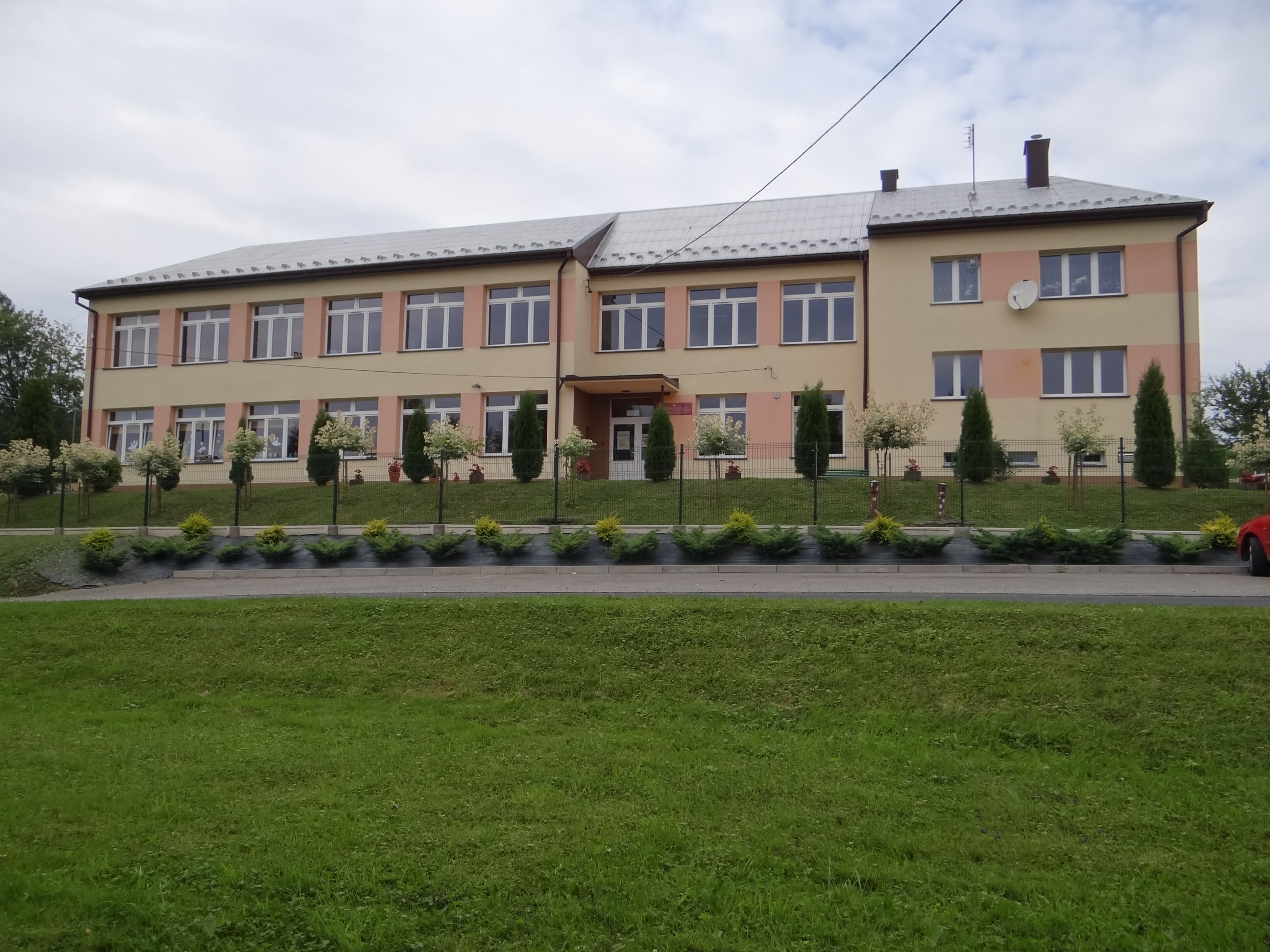
Szkoła
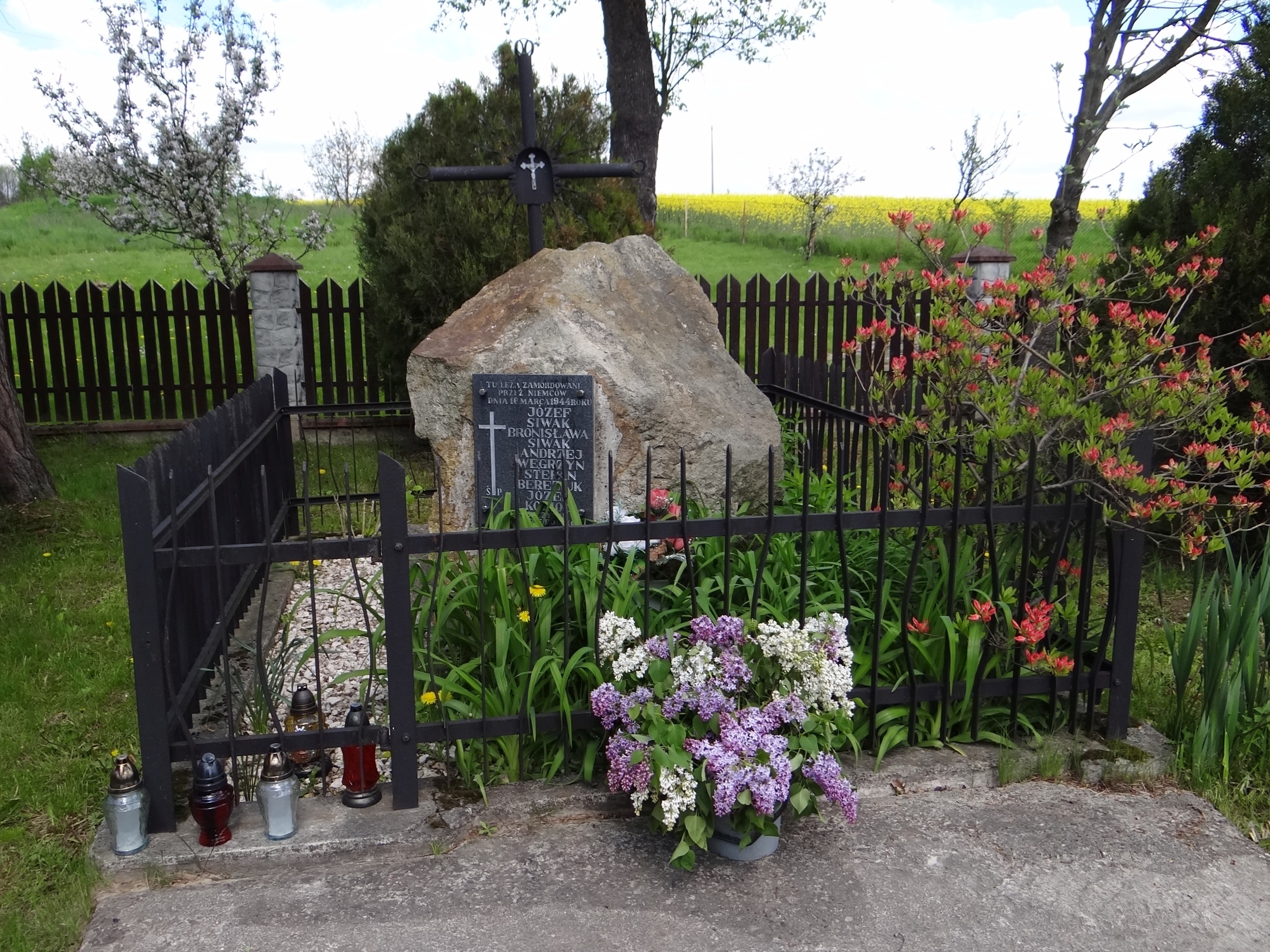
Pomnik mieszkańców zamordowanych w czasie II wojny światowej
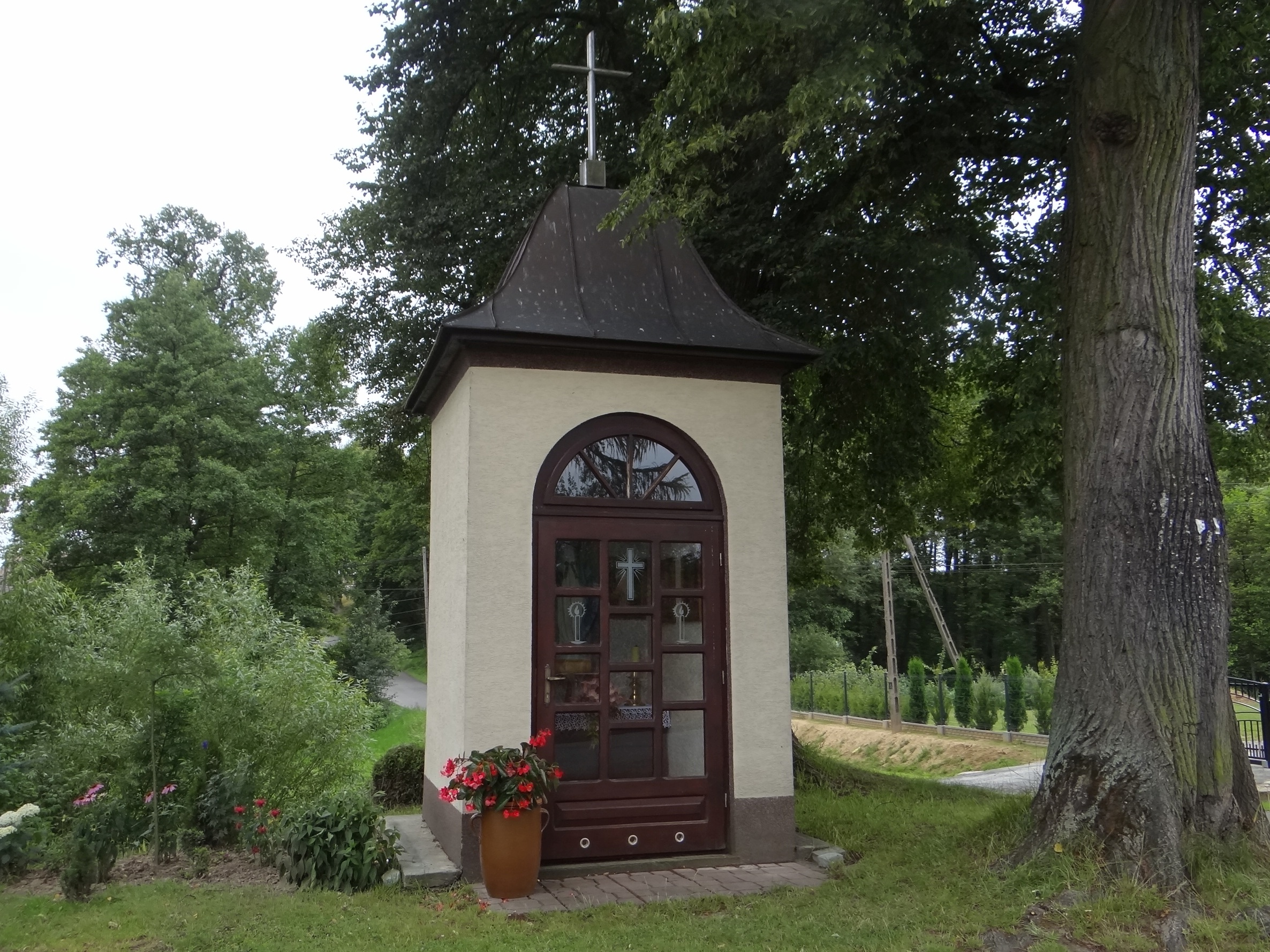
Kapliczka